# 小行星8749
小行星8749（英语：8749 Beatles）是一颗绕太阳运转的小行星，为主小行星带小行星。该小行星开始显露与1998年4月3日，命名为“甲壳虫乐队”。

## 轨道参数
小行星8749的轨道半长轴为2.2541070 UA，离心率为0.189。